# 菊井彰子
菊井 彰子（きくい しょうこ、1986年〈昭和61年〉8月17日 - ）は日本の歌手、DJ、ラジオパーソナリティ、女優。元Missing Linkメンバーで、元YANAKIKUメンバー。主なニックネーム「しょこりん」。
香川県出身。血液型はA型。

## 来歴
2004年、女性4人組ボーカルユニット「Missing Link」のメンバーの1人として歌手デビュー。Missing Link在籍中にラジオパーソナリティ等でソロ活動を開始、2012年7月Missing Link解散後はソロ活動に専念することとなる。同年9月7日、元Missing Linkメンバーの柳めぐみと共に新ユニット『ヤナキク』(2018年4月活動休止)を結成。自主レーベルよりデビューシングル「魅惑のLADY」をリリースすると、10月26日にリリースパーティを開催した。
2019年2月10日、自身のブログで一般男性との結婚を発表。同年8月26日に長女を出産。

## 人物
- 香川県立高松商業高等学校卒業。1期上の歌手・mimikaとは同じ音楽スクールに通っていた[5]。
- ももいろクローバーZのライブへたびたび足を運ぶなど、モノノフを公言している。最近ではその範囲をももクロの妹分にあたるアイドル私立恵比寿中学やチームしゃちほこにも押し広げている。
- プライベートでは相沢あい（コラムニスト）[6]、美月リカ（写真家）[6]、福田樹（オスカープロモーション所属）[7]と仲が良い。

## 出演

### 映画
- あんてるさんの花（2012年、ムサシノ吉祥寺で映画を撮ろう!） - 美由紀 役
- モンスター（2013年、アークエンタテインメント） - 美香 役
- フジミ姫 〜あるゾンビ少女の災難〜（2014年DVD、ギルド） - 鴨志田沙也香 役

### テレビドラマ
- 勇者ヨシヒコと悪霊の鍵 第1話（2012年10月12日、テレビ東京）

### ラジオ
- MAGICAL SNOWLAND（2011年10月1日 - 2012年3月31日・2012年10月6日 -  2013年3月30日、FM NACK5） -  パーソナリティー
- STROBE NIGHT!（2013年2月26日、FM NACK5） - KAINATSU（甲斐名都）の体調不良による代理パーソナリティ
- MY HOME TOWN 〜故郷に帰ろう〜（2013年8月10日、FM NACK5） - 深夜特番パーソナリティ
- たなしょこ E-Motion!!!（2013年10月20日、FM NACK5） - 生放送4時間パーソナリティー
- 辻詩音のI can feel（2013年12月22日、FM NACK5） - 深夜特番「あわてんぼうのクリスマス」
- 辻詩音のI can feel（2014年5月4日、FM NACK5） - ゲスト出演
- ARISTRIST蝶野王国～令和の闘魂三銃士!?～（2022年7月24日、TOKYO FM） - 特番アシスタント

### テレビ
- SOCCER KING J（2003年4月5日 - 9月27日 、テレビ東京）
- SOCCER KING J☆II（2003年10月7日 - 2004年3月23日、テレビ東京）
- ステキ+Life（2011年6月1日 - 2015年9月30日 、J:COM TV） - サブMC
- わっしょい! 木更津改（J:COM TV） - 千葉県木更津市を中心としたかずさ地域限定の地元情報番組。MC。

### インフォマーシャル
- ニトリ（（2013年10月 - 2015年3月、テレビ東京『インテリア日和』内）

### インターネット
- WorldNet.TV ヤナキクTV602号室（2012年1月 - 2013年7月） - 毎月第3火曜日に生放送
- 久宝留理子特番（2012年8月24日、 WorldNet TV） - アシスタント出演
- 菊井彰子のUstラヂオ「女心と秋の空」（2013年9月30日） - メインパーソナリティー
- 進め！あるある探検隊！レギュラーのお楽しみ会（2014年5月6日）
- 今出舞のアメスタ（2014年5月15日） - ゲスト出演
- アメスタ単独出演（2014年6月25日）

### PV
- 柳めぐみ 「Dear」

### その他
- うどん県CMソング We Love UDON「だけじゃない♪香川県」 mimika＋SHOCO[5]
- ANA国際線サッカー番組MC（2013年5月〜随時）
- 映画「茜色の約束 - サンバ do 金魚 -」舞台挨拶（群馬県太田市イオンシネマ） - 司会（2012年6月9日）
- DAME SONIC PROJECT presents 六本木兎夏祭り「モモーイの日」 - 司会（2012年8月）
- DAME SONIC PROJECT presents 六本木兎夏祭り「牧野由依の日」 - 司会（2012年8月）
- 香川県地元ブランド米「おいでまい」 - PR大使（2016年～2018年）[8]